# 基輔奧博隆足球俱樂部
基輔奧博隆足球俱樂部（烏克蘭語：ФК „Оболонь“）是烏克蘭的一家職業足球俱樂部。主場位於基輔奧博隆區，主場球場是奧博隆競技場。自1999年以來，奧博隆啤酒公司就是該球隊的主贊助商。2008-09賽季，球隊獲得烏克蘭足球甲級聯賽亞軍，并升級進入烏克蘭足球超級聯賽。

## 外部連結
- 官方网站 （乌克兰語）